# William Lederer
William Julius Lederer Jr. (* 31. März 1912 in New York City; † 5. Dezember 2009 in Baltimore) war ein US-amerikanischer Schriftsteller.

## Leben
Lederer schloss im Jahr 1936 seine Ausbildung zum Marineoffizier an der United States Naval Academy ab und wurde daraufhin als Offizier auf dem Flusskanonenboot Tutuila auf dem Jangtsekiang eingesetzt. Lederer verließ den Militärdienst im Dienstrang eines Captain (naval). Dies geht aus seinem Buch Our Own Worst Enemy (1968) hervor, worin er auch seine Zeit als Adjutant des Oberbefehlshabers der United States Pacific Fleet beschreibt. Lederer starb am 5. Dezember 2009 im Alter von 97 Jahren an respiratorischer Insuffizienz.

## Werk
Sein auflagenstärkstes Werk, Der häßliche Amerikaner (1958), war einer von zwei Romanen, die er gemeinsam mit Eugene Burdick verfasste. Vom Stil und den Inhalten des US-amerikanischen diplomatischen Vorgehens in Südostasien enttäuscht, bemühten sich Lederer und Burdick ihre Überzeugung öffentlich zu machen, dass die amerikanischen Regierungsvertreter und Expatriates auf die südostasiatische Politik viel wirkungsvoller Einfluss nehmen könnten, wenn  sie bereit wären, die Sprachen der Einheimischen zu erlernen, den örtlichen Sitten zu folgen und die Taktiken der einheimischen Militärs anzuwenden. Sollten die amerikanischen Entscheidungsträger jedoch weiterhin die hinter diesen Empfehlungen stehende Logik ignorieren, so würde Südostasien in den Einflussbereich der sowjetischen oder chinesischen Kommunisten fallen.
In A Nation of Sheep (1961) wies Lederer auf Defizite der US-Nachrichtendienste in Südostasien hin.
Andere seiner Bücher, etwa das Frühwerk Ensign O'Toole and Me (1957), waren als unterhaltsame und humorvolle Fiktion angelegt. Ein Kinderbuch, „Timothy's Song“, mit Illustrationen von Edward Ardizzone, erschien 1965.
In Our Own Worst Enemy (1968) beschreibt Lederer auch, wie er im Jahr 1940 in China als junger Lieutenant Junior Grade während des Wartens auf einen japanischen Bombenangriff den Jesuitenpriester Pierre Cogny und seinen vietnamesischen Assistenten „Mr. Nguyen“ kennenlernte. Lederer holte auf Cognys Bitte ein Exemplar der Unabhängigkeitserklärung der Vereinigten Staaten von seinem Kanonenboot. Dieses händigte „Mr. Nguyen“ später Tống Văn Sơ aus, der später als Hồ Chí Minh bekannt wurde. Die von diesem im Jahr 1945 verfasste Unabhängigkeitserklärung der Demokratischen Republik Vietnam beginnt mit einem Zitat aus dem amerikanischen Dokument.

## Werke

### Zusammen mit Eugene Burdick
- The Ugly American, 1958 (dt. Übersetzung 1959: Der häßliche Amerikaner)
- Sarkhan: a Novel (1966; 1977 unter dem Titel The Deceptive American neu veröffentlicht)

### Ausgewählte Werke
- All the Ships at Sea, 1950
- The Last Cruise. The Story of the Sinking of the Submarine USS Cochino, 1950
- Ensign O'Toole And Me, 1957
- A Nation of Sheep, 1961
- McHale's Navy Joins the Air Force, 1965 (Drehbuch, Co-Autor)
- Timothy's Song, 1965
- The Story of Pink Jade, 1966
- Our Own Worst Enemy, 1968
- The Anguished American, 1968
- Complete Cross-Country Skiing and Ski Touring, 1977
- Marital Choices: Forecasting, Assessing, and Improving a Relationship, 1981
- A Happy Book of Happy Stories, 1981
- New Complete Book of Cross Country Skiing, 1983
- I, Giorghos, 1984
- Creating a Good Relationship, 1984
- The Mirages of Marriage, 1990 (Co-Autor)